# José Feliciano de Morais Costa
José Feliciano de Morais Costa, barão e visconde de Benevente (Piraí, c. 1823 — Rio de Janeiro, 14 de abril de 1904), foi um político brasileiro.
Filho de Silvino José da Costa e Ana Clara de Morais, casou-se com sua prima Rosa Luísa Gomes, neta do barão de Mambucaba, filha de Rosa Luísa Gomes e Antônio Gonçalves de Morais, o "Capitão Mata-Gente".
Estudou no Colégio Pedro II. Foi deputado provincial, depois deputado geral pelo Rio de Janeiro, na 12ª legislatura, 1864-1866.
Agraciado barão em 18 de outubro de 1873 e visconde em 25 de março de 1888.